# Joan Comas i Basagañas
Joan Comas i Basagañas (Terrassa, 6 de novembre de 1936) és un polític, empresari i professor mercantil català.

## Biografia
Es diplomà en ciències socials i es vinculà al Moviment Socialista de Catalunya. Treballà com a professor mercantil i agent comercial col·legiat. Fou secretari del consell d'administració de la Caixa d'Estalvis de Catalunya i director gerent per a Espanya i Portugal d'una empresa siderúrgica de comerç exterior.
Quan el 1966 es va trencar el MSC seguí Josep Pallach i Carolà i Joaquim Ferrer al Reagrupament Socialista i Democràtic de Catalunya (RSDC), per al qual va redactar el juliol de 1974 el Primer Document de Treball, que serà la base de l'acord que facilitaria en el Primer Congrés a Montserrat (10 de novembre de 1974) la confluència del nou grup amb el grup d'ERC proper a Heribert Barrera i Costa, els Socialistes Demòcrates Catalans de Josep Verde i Aldea i el Bloc Popular de les Terres de Lleida de Joaquim Arana i Pelegrí.
Fou membre del consell polític de l'RSDC, i quan es va transformar en Partit Socialista de Catalunya-Reagrupament (PSC–R) conservà el seu càrrec. Després formà part de la Comissió Negociadora de la Unitat Socialista, que el 1978 va concloure amb la creació del Partit dels Socialistes de Catalunya (PSC), del que en formarà part de la comissió executiva nacional. Amb ell fou elegit diputat a les eleccions al Parlament de Catalunya de 1980, on fou vicepresident de la comissió d'Organització i Administració de la Generalitat i Govern Local del Parlament de Catalunya (1980-1984).
No es va presentar a les eleccions de 1984. De 2009 fins al 2015 va ser president d'Acció Solidària Contra l'Atur.